# 东部藏语群
东部藏语群是一小群藏语支语言，分布在不丹东部和西藏、印度的临界区域。有：
- 达克巴语（Dakpa）（达旺门巴语）
- 地扎拉语（Dzala）
- 尼恩语（Nyen、Phobjip）
- 查理语（Chali）
- 布姆唐语（Bumthang）
- 堪语（Kheng）
- 库尔托普语（Kurtöp）
- 努普比语（Nupbi）

无我一开始假设奥勒语也属于东部藏语群，但随后将其分出，自成一支。:31–39
虽然东部藏语群内部关系密切，但是不丹东部仓洛语和其他近缘语言也在宗喀语之前就被称为“门巴语”，形成藏语支的姐妹分支。:87–105:915因此有歧义的“门巴语”会将本应归于一类的语言分开，并将没那么近的语言放在一起。:4–7扎话显然也有亲缘关系，不过受格曼语或一种相似语言强烈影响。

## 内部分类

不丹语言，包括东部藏语群

Hyslop （2010）的东部藏语群分类方案如下。
东部藏语群
- 达克巴–地扎拉语组
  - 达克巴语（Dakpa）
  - 地扎拉语（Dzala）
- （核心）
  - 尼恩语（Phobjip）
  - 查理–邦唐语组（Chali–Bumthang）
    - 查理语（Chali）
    - 布姆唐语组（Bumthangic）
      - 布姆唐语（Bumthang）
      - 堪语（Kheng）
      - 库尔托普语（Kurtöp）
      - 努普比语（Nupbi）

她认为达克巴–地扎拉和邦唐语组的关系非常紧密，尼恩语和查理语的位置是临时性的。:91–112
陆绍尊（2002）将门巴语分成下列分支：
- 南部：山南市错那县3万人
  - 麻玛土语: 勒布区麻玛乡
  - 达旺土语：门达旺地区达旺镇
- 北部：林芝市墨脱县5千人
  - 文浪土语: 德兴区文浪乡
  - 邦金土语: 邦金地区

## 祖语
Hyslop （2014）:155–179构拟下列原始东部藏语词汇。
- *kwa 齿
- *kra 头发
- *kak 血
- *kʰrat 腰
- *lak 手
- *ná 鼻
- *pOskOm （？） 膝
- *rOs 骨
- *gO- 头
- *mE- 目
- *kram 其他
- *ta 马
- *kʰa- 鸡
- *wam 熊
- *kʰwi 犬
- *kʰaça 鹿
- *zV 吃
- *ra 来
- *gal 去
- *lok 倾倒
- *dot 睡
- *bi 给
- *kʰar 白
- *mla 箭
- *gor 石
- *kʰwe/*tsʰi 水
- *rO （?） 风
- *On （?） 婴
- *daŋ 昨
- *néŋ 年
- *da- 今天
- *tʰek 1
- *sum 3
- *ble 4
- *laŋa 5
- *grok 6
- *nís 7
- *gʲat 8
- *dOgO 9
- *kʰal（tʰek） 20
- *ŋa 我
- *i/*nVn 你
- *kʰi/*ba 他
- *-ma FUT
- *lo Q.COP

补充的构拟参见Hyslop （2016）。